# 吉里吉里2
吉里吉里2（きりきり2）は、W.Deeが開発したWindows用ソフトウェアである。GPLと独自ライセンスのどちらかを選択できるデュアルライセンス下で配布される自由ソフトウェアであり、スクリプトエンジンとしてアドベンチャーゲーム制作に利用されることが多かった。2017年12月末を持って旧サイトkikyou.infoは閉鎖された。後継ソフトである吉里吉里Zへの移行が推奨されている。サイト閉鎖を配布終了と誤解する人が多く現れた。

## 概要
吉里吉里は、TJSと呼ばれるスクリプト言語の実行環境である。TJSはJavaScriptやJavaに似た、オブジェクト指向のスクリプト言語である。なお、TJSは吉里吉里専用の言語ではなく、様々なソフトウェアへの組み込みが可能であり、組み込みのための簡易なドキュメントが吉里吉里配布パッケージに含まれている。
なお、吉里吉里2へのバージョンアップとともにTJS2に改称されている。
吉里吉里2の配布パッケージには、TJS2で実装されたKAGシステム（Kirikiri Adventure Gameシステム）というフレームワークが付属する。なお、前バージョンの吉里吉里では別途ダウンロードの必要があった。
KAGシステムを用いるとWindowsで動作するアドベンチャーゲームを比較的容易に制作できるため、同人ゲーム、特にノベル系のゲーム（サウンドノベル、ビジュアルノベル等）やアドベンチャーゲームの制作者を中心に人気がある。また、これらのジャンルに分類される一部の商用ゲームでも採用されている。

## 特徴
シナリオファイルと呼ばれるテキストファイルを記述しゲームを制作する。KAGシステムではタグと呼ばれる専用の指令を用いてゲーム内容を記述する。
吉里吉里がTJSで書かれたKAGシステムを実行し、そのKAGシステムがKAGシナリオを処理するという流れになっている。吉里吉里、KAGシステム、KAGシナリオという三層構造となっており、KAGによる簡便さとTJSによる柔軟なカスタマイズ性を両立しているのが特徴である。KAGスクリプトだけでも簡易的なアドベンチャーゲームは制作できるが、TJSの知識があればKAGシステム自体の改造も容易であり、独自の機能を追加することも可能である。さらに、C++の知識があれば吉里吉里自体の改造や拡張も可能であり、吉里吉里開発サイトでは有志の制作したプラグインが多数公開されている。

## 歴史
1998年より開発に着手し、翌年の1999年にはJScriptベース（0.6系列）やTJS1ベース（0.7系列）で動作するバージョンの作成に至る。
吉里吉里を用いた作品開発の参考資料が充分でなかった当時、これらのバージョンの吉里吉里が用いられている初期作品『1999ChristmasEve』（2000年末）の開発において、製作元である横浜かまいたちファンクラブの製作総指揮を務めるPIA少尉は、W.Deeと連絡を取り合って1999ChristmasEveの開発を進めたという。
その後も、PIA少尉が「吉里吉里/KAG推進委員会」というサイトを立ち上げるなどの交流がきっかけとなって、W.DeeとPIA少尉による共著「吉里吉里/KAGではじめるゲーム制作」（ISBN 978-4875934264、2003年）が出版される。この書籍には、吉里吉里2に移行の上、機能追加された1999ChristmasEveの非公開版が掲載されており、既に2000年8月より次期バージョンである吉里吉里2の開発を進めていたW.Deeは、これらの交流がKAGの基礎固めに大きく関わったと語る。
マルチプラットフォームを目指している吉里吉里3の開発は2005年頃より進められている。2013年12月31日に吉里吉里Z 1.0はリリースされた。吉里吉里2開発から長い時間が経過したため保守や改善を行うに当たって困難な場面に遭遇することが増え、タブレットなどの変化するデバイスに対応するためとの記載がある。